# Complexo de Napoleão

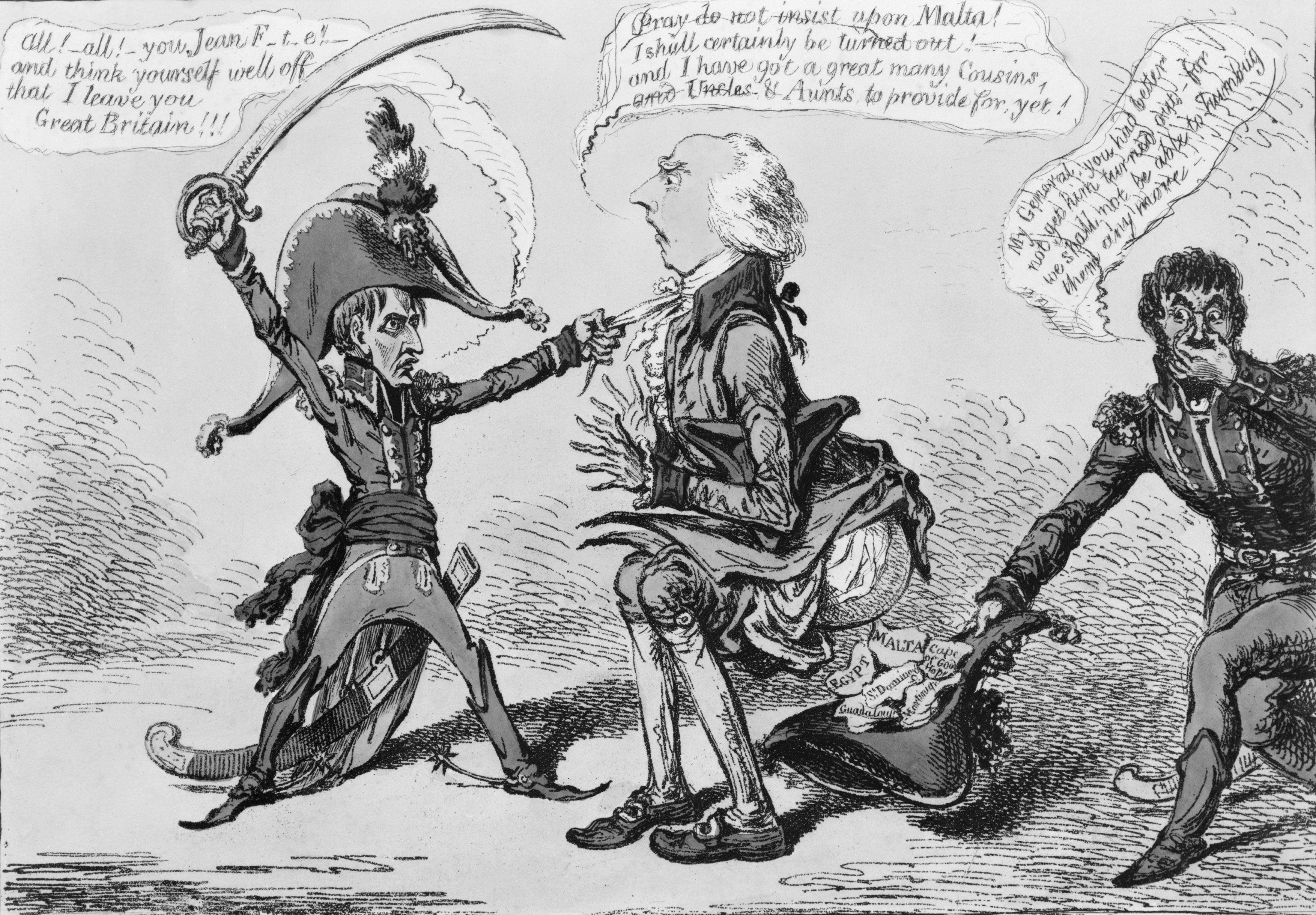
A propaganda britânica do século XIX promoveu a ideia de que Napoleão era baixo.

Complexo de Napoleão é a denominação popular de um suposto complexo de inferioridade que afetaria algumas pessoas de baixa estatura. A expressão também é usada genericamente na descrição de pessoas que são instigadas a supercompensar uma incapacidade percebida, em outros aspectos de suas vidas. Outros nomes para o mesmo problema são síndrome de Napoleão e síndrome dos baixinhos.
Tal complexo foi denominado por inspiração da personalidade do general Napoleão Bonaparte, depois imperador da França. Segundo a crença popular, Napoleão supercompensava sua baixa estatura com a busca pelo poder, guerra e conquista. Todavia, na verdade, Napoleão tinha estatura mediana para sua época.

## Estudos recentes
Em 2007, uma pesquisa da University of Central Lancashire sugeriu que o complexo de Napoleão (descrito em termos da teoria de que homens baixinhos são mais agressivos para poder dominar aqueles mais altos que eles) pode ser um mito. O estudo descobriu que homens de baixa estatura (com menos de 1,67 m de altura) eram menos suscetíveis a ataques de raiva do que homens de estatura mediana. A experiência envolveu indivíduos lutando uns contra os outros com bastões, onde um deles golpeava deliberadamente as articulações do outro. Monitores cardíacos revelaram que os homens mais altos eram mais propensos a perder a cabeça e revidar a agressão.